# Sophocarpin
Sophocarpin ist eine natürlich vorkommende chemische Verbindung aus der Gruppe der Alkaloide.

## Vorkommen

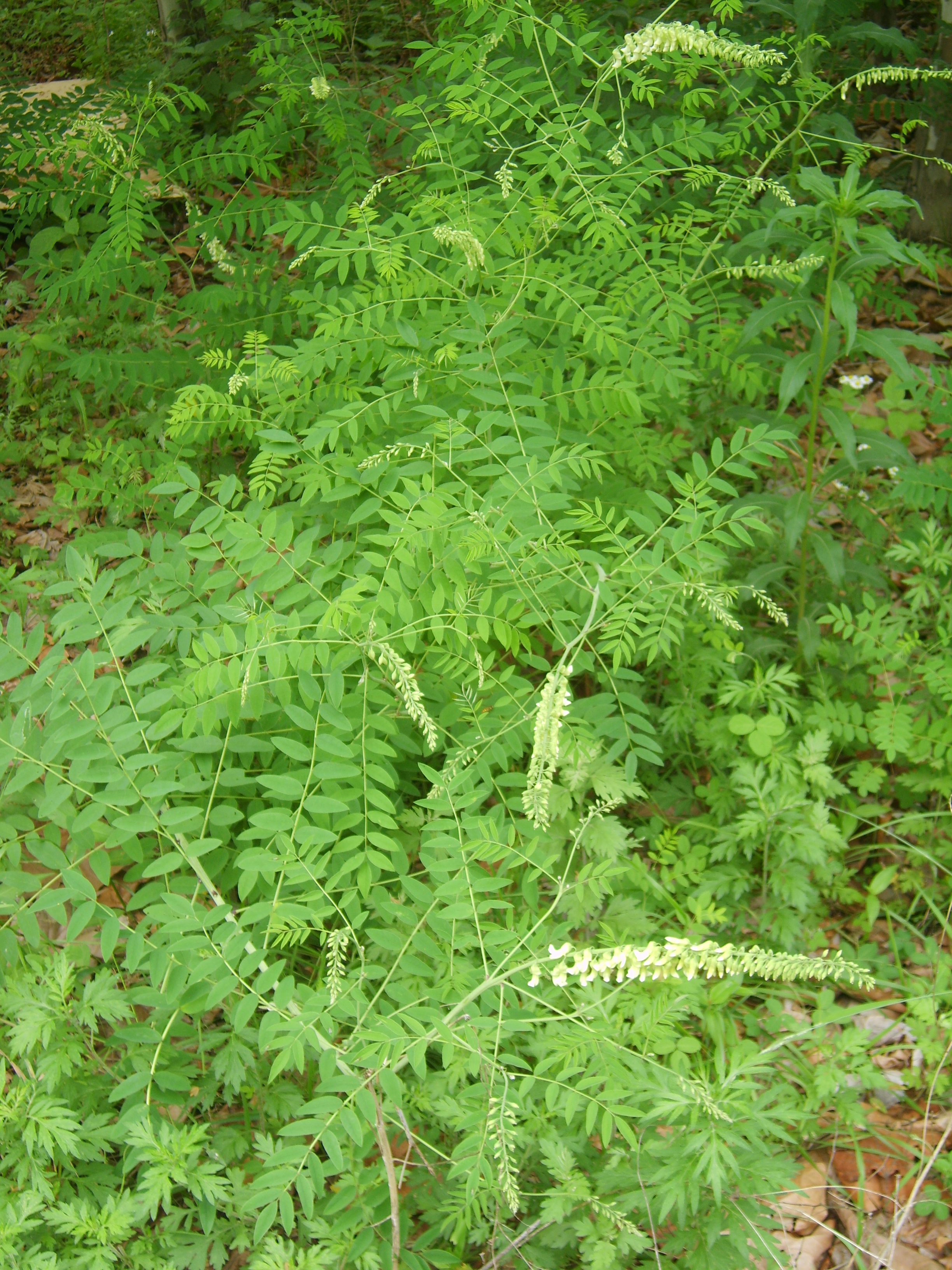
Sophora flavescens (Schnurbaum)

Sophocarpin kommt natürlich in den Wurzeln der Pflanze Sophora flavescens und weiteren Vertretern der Gattung Sophora (Schnurbäume) vor.

## Gewinnung und Darstellung
Sophocarpin kann aus Matrin gewonnen werden.

## Eigenschaften
Sophocarpin ist ein weißer bis gelblicher Feststoff mit entzündungshemmender, krebshemmender und antiviraler Wirkung. Sophocarpin ist das 13,14-Didehydroderivat des Matrins.
Sein Monohydrat besitzt eine orthorhombische Kristallstruktur mit der Raumgruppe P212121 (Raumgruppen-Nr. 19).

## Externe Links zu erwähnten Verbindungen
1. ↑  Externe Identifikatoren von bzw. Datenbank-Links zu (−)-Sophocarpin Monohydrat:  CAS-Nr.: 145572-44-7, PubChem: 71748607, ChemSpider: 21183456, Wikidata: Q72508563.